# Hydriomena gosala
Hydriomena gosala är en fjärilsart som beskrevs av William Schaus 1912. Hydriomena gosala ingår i släktet Hydriomena och familjen mätare. Inga underarter finns listade i Catalogue of Life.